# Шашмаком

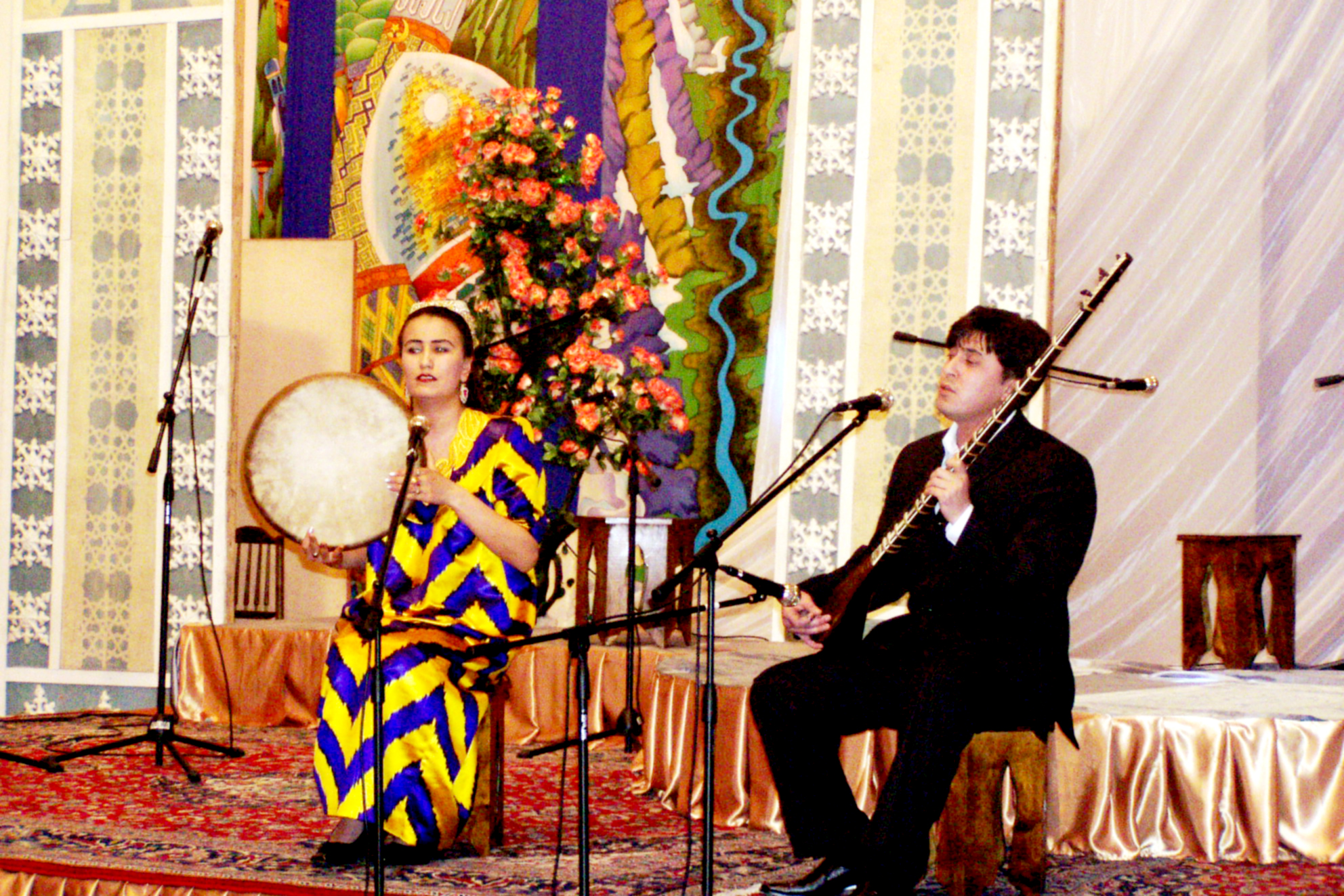
Шашмаком в Таджикистане

Шашмако́м (узб. shashmaqom / шашмақом, тадж. шашмақом, перс. شش‌مقام‎) — разновидность вокально-инструментальной музыки макам, зародившаяся в Центральной Азии и получившая развитие на территории современных Таджикистана и Узбекистана. Входит в список нематериального культурного наследия человечества.

## Общие сведения
Шашмаком или шашмакам буквально означает «шесть макамов», то есть, система шести основных ладов (бузрук или бузург, рост, наво или нава, дугох или дугах, сегох, ирок или ирак), для перехода между которыми применяется модуляция через побочные макамы, их насчитывается более двадцати. Классический ансамбль шашмакома XVI века состоял из двух танбуров, дутара, гиджака и дойры, а также включал 2—3 исполнителя; такой состав типичен до сих пор.
Произведение начинается с инструментального вступления «мушкулат», после которого певец (или певцы) исполняют вокальную партию, «наср», часто на суфийскую поэзию, причём обычно исполняются два разных произведения подряд. В мушкулате выделяется несколько частей: «тасниф» (основная мелодия); «тарджи» (новая мелодия, повторяющая ритмический рисунок первой); «гардун» (фрагмент с нерегулярными метрами); «мухаммас»; «сакиль» (медленная финальная часть). Все части, кроме «гардуна» исполняются рондо. Каждая часть начинается в низком регистре и постепенно повышается до достижения кульминации (кульминационные построения называются «аудж», «авдж»), а затем возвращается вниз. Наср содержит четыре части: «сарахбар» (вступление), «талакин» (первая мелодия), «наср» (вторая мелодия) и «уфар» (завершение, в танцевальном ритме). Продолжительность композиции жанра шашмаком может быть сравнима с европейской оперой. Шашмаком Худжанда, Самарканда, Коканда и Ташкента исторически был короче, чем бухарский.
Обучение шашмакому, как и всем остальным центральноазиатским жанрам, проходило в устной форме, без нот, методом повторения за учителем; нотная запись была изобретена только в XIX веке в Хиве. В XXI веке образование по специальности «шашмаком» можно получить в Ташкентской консерватории, Таджикской национальной консерватории (Душанбе) и Академии макама (Худжанд).

## История
Шашмаком появился ещё в доисламскую эпоху как придворная музыка, а своим нынешним видом он обязан жителям Бухары, в основном, бухарским евреям, организовавшим в IX—X веках множество музыкальных школ. В конце XVI века Бухара стала столицей Бухарского ханства, что вызвало подъём жанра, именно этот период считается для шашмакома классическим. Шашмаком исполняли как на таджикском, так и на узбекском языках, как мусульмане, так и иудеи; его рассматривают как одну из объединяющих Центральную Азию традиций. Бухарские евреи оставались главными носителями шашмакома вплоть до начала XX века.
Первая запись шашмакома была сделана в 1923 году советским музыковедом Виктором Успенским, причём она не содержит слов, потому что оригинальные произведения должны были исполняться на персо-таджикском языке, а это противоречило желанию министра образования тюркизировать макам. В целом в советское время центральные власти шашмаком не одобряли и подвергали преследованиям как «не соответствующий нуждам народа», почти десять лет он был запрещён. При этом шашмаком выжил и даже стал одним из ключевых компонентов узбекской национальной идентичности. Некоторыми музыковедами узбекский шашмаком критикуется как «застывший», также отмечены последовательные попытки представить шашмаком как исключительно узбекский жанр. Таджикский шашмаком в 1920-х годах также был избран национальным культурным символом, и после гражданской войны правительство суверенного Таджикистана продолжило активно продвигать севернотаджикскую музыку, в особенности шашмаком.
После разрешения евреям выезжать из СССР в 1970-х годах многие знаменитые исполнители шашмакома уехали в Израиль и США. В 2003 году шашмаком был признан ЮНЕСКО объектом всемирного культурного наследия человечества (от Таджикистана и Узбекистана). Проблематичность избрания шашмакома «национальным» искусством Узбекистана и Таджикистана сохраняется и в 2010-х годах: этот жанр всегда был мультикультурным, мультирелигиозным и многоязычным искусством, а основными его исполнителями были евреи, массово эмигрировавшие в Израиль и Нью-Йорк в конце XX века.
Среди исполнителей шашмакома можно выделить Мунаджат Юлчиеву, Тургуна Алиматова, Боймухамада Ниёзова и Барно Исхакову.